# 偽卵
偽卵（擬卵、ぎらん）は鳥類の繁殖抑制・個体数管理に使用される卵形の道具。

## 概説
鳥類などの個体数を管理する場合、単に本物の卵を取り上げて処分してしまうと再び産卵してしまうことから、巣に石膏などでできた偽物の卵を置くことで産卵を抑制し個体数を管理する。

## 使用例

### 動物園での個体数管理
動物園ではフンボルトペンギンの個体数管理などに偽卵が使用される。

### 野鳥の繁殖抑制
日本では特定外来生物のカナダガンの個体防除にも用いられた。水戸市では2017年度から鳥インフルエンザ対策として茨城県の許可を受けて千波湖周辺で偽卵を用いたコブハクチョウやコクチョウの繁殖抑制の計画が実施される。